# 海肖爾斯鎮區 (北卡羅萊納州拉瑟福縣)
海肖爾斯鎮區（英語：High Shoals Township）是位於美國北卡羅萊納州拉瑟福縣的一個鎮區。

## 地方資料
海肖爾斯鎮區的面積為105.30平方千米，當中陸地面積為105.16平方千米，而水域面積為0.14平方千米。根據2020年美國人口普查的數據，當地共有人口7422人，而人口密度為每平方千米70.48人。